# روسيف
ميروسلاف بارنياشيف هو مصارع بلغاري محترف ولد في 25 ديسمبر 1985، وهو رافع أثقال سابق يعمل الآن لدى آول إليت ريسلينغ اسمه في الحلبة هو ميرو، كان يعمل لدى دبليو دبليو إي إلى أن تم الأستغناء عنه.
روسيف هو أول بلغاري يعمل لصالح أتحاد WWE في التاريخ.

## النشأة
ميروسلاف بارنياشيف ولد في بلوفديف، بلغاريا ، دخل مدرسة رياضية عندما كان مراهقا ونافس في التجديف ورفع الأثقال عندما أصبح بالغا.

## مسيرته في مصارعة المحترفين

### المهنة المبكرة (2008-2010)
في منتصف 2000 هاجر ميروسلاف بارنياشيف من بلغاريا إلى الولايات المتحدة من أجل أن يحقق طموحه بـ أن يصبح مصارع محترف، في البداية عاش في فيرجينيا  قبل أن ينتقل إلى توررانسي، كاليفورنيا حيث بدا التدريب هناك كمصارع مع قانقريل، راكيشي في أكاديمية Knokx لمصارعة المحترفين كمدربين له ، بارنياشيف' ظهر لأول مرة كمصارع في 22 نوفمبر 2008 تحت أسم ميروسلاف ماكاروف وأنتصر على أرييال ستار.
في 2010، صارع بارنياشيف لـ أتحاد Vendetta Pro Wrestling تحت أسم ميروسلاف بينما يصارع في VPW كان مدير أعماله هو ماركوس ماك. هو وبعض من مصارعين VPW ظهروا في كليب أغنية The Whole F'n Show من قبل Kushinator (أغنية دخول المصارع روب فان دام عندما كان في TNA).

### المصارعة العالمية للترفية

#### البداية
في سبتمبر 2010 , وقع بارنياشيف عقدا مع WWE ref name="Novinite"/> وقد تم أرساله إلى الأتحاد التابع لهم وهو (FCW) فلوريدا تشامبيون شيب ريسلنغ تحت أسم أليكسندر روسيف ، صارع أول مباراة له 17 يوليو 2011 وأنتصر على مايك دالتون (تايلر بريز) وكانت مديرة أعماله هي راكيل دياز ، بعد وقت قصير من أول ظهور له تمزق الرباط الصليبي والغضروف المفصلي له وقضى ستة أشهر إعادة تأهيل.
روسيف عاد إلى FCW في مارس 2012 مع نيك روجرز مديرا له. في صيف عام 2012 عانى روسيف من كسر في الرقبة وشل مؤقتا في ذراعه، حين إعادة تأهيله سافر روسيف إلى تايلاند حيث درس فن الدفاع عن النفس في الملاكمة التايلاندية ، وفي أغسطس 2012 تغير أسم الأتحاد التابع من FCW إلى NXT.
بعد تعافية من أصابته، روسيف ظهر لأول مرة في NXT في 30 مايو 2013 وشارك في مباراة باتل رويال لتحديد المنافس الأول لبطولة NXT التي فاز فيها المصارع بو دالاس ، خاض روسيف أول مباراة فردية له في NXT في 21 أغسطس وخسر لـ المصارع دولف زيغلر ، بعدها بوقت قصير أصبح سيلفستر ليفورت مدير أعمال له وشكل فريق زوجي قصير المدى مع المصارع سكوت داوسون وكانت عداوتهم مع المصارعان أنزو أموري وكولين كاسدي. في 30 أكتوبر حلقة NXT أنتهت علاقة روسيف بي سيلفستر بعد مهاجمته له خلال مباراة فرق ، بعدها روسيف أعتمد لانا كسفيرة أجتماعية له.
واصل روسيف ظهوره في NXT حتى بعد أن تم أستدعائه لـ WWE في أبريل 2014، وقدم روسيف مباراته الأخيرة في NXT تاريخ 25 يوليو 2014 بـ خسارة للبطل وقتها أدريان نيفيل في مباراة ليست على البطولة.

#### بطل الأتحاد الروسي (2014-2020)
ظهر روسيف لأول مرة في WWE في مهرجان رويال رمبل في 26 يناير 2014، دخل المنافس السادس في مباراة رويال رمبل وتم أقصاء روسيف بواسطة أربعة مصارعين ، بعد غياب عدة أشهر عاد روسيف في عرض راو تاريخ 7 أبريل مع مديرة أعمالة لانا وسحق زاك رايدر 
في مايو 2014، أصبح محب لروسيا ومناهض للولايات المتحدة وأعلن أنه أنتقل إلى روسيا، وأصبح يسمى بطل الأتحاد الروسي، وفي الشهر نفسه تم أختصار أسمه من أليكسندر روسيف إلى روسيف , وبدا عداوة مع بيج اي لينجستون وأنتصر عليه روسيف في عدة مباريات في بايباك وموني أن ذا بانك، وأتجه بعدها روسيف إلى عداوة مع الأمريكي الحقيقي جاك سواغر وأنتصر عليه في مهرجان باتل جراوند تاريخ 20 يوليو 2014.في عرض الرو 10 نوفمبر 2014 هزم شايموس في مباراة عرضت على الشبكة الخاصة بwwe لينتزع منه بطولة الولايات المتحدة الأمريكية، وفي عرض  Survivor Series  بيوم 23 نوفمبر كان روسيف مع فريق السلطة في مباراة خمسة ضد خمسة ولكنه أقصي في المبارة بالعد الخارجي، روسيف و‌جاك سواجر أصبحا عدوا مرة أخرى بعد أن قام روسيف بمهاجمة زاب كولتر خلف الكواليس، ودافع روسيف بنجاح عن لفبه ضد جاك سواغر في عرض TLC , وفي يوم 25 يناير في عرض رويل رمبل في مباراة رويل رمبل دخل روسيف رقم 15 وأقصى خمسة مصارعين لكنه أقصي من قبل الفائز رومان رينز حيث بقايا آخر اثنان، وفي نهاية عرض رويل رمبل أصبح عراك بين جون سينا و‌روسيف، وسيتواجه الاثنان في عرض فاستلاين في يوم 22 فبراير على بطولة الولايات المتحدة.

### انضمامه إلى آول إليت ريسلينغ (2020-إلى الآن)
فاجئ ميرو معجبيه بانضمامه إلى آول إليت ريسلينغ بعدما قال انه لم يعد مصارع وانه الآن يعمل البثوث في تويتش ولقد انضم باسم أفضل الرجال ميرو

## في المصارعة
- الضربة القاضية
  - أخضاع الجمل
  - بول-بليكس (في FCW)
- حركات معروف بها
  - بودي بلوك
  - سوينينق سايد سلام
  - ساموا دروب (إسقاط الساموا)
  - سبينينق هيل كيك (ركلة)
- مدراء أعماله
  - لانا
  - راكيل دياز
  - ماركوس ماك
  - نيك روجرز
  - سيلفستر ليفورت
- ألقابه
  - ذا باشينق بولغاريان
  - ذا بولغاريان بروت
  - الرياضي الخارق
- أغاني الدخول

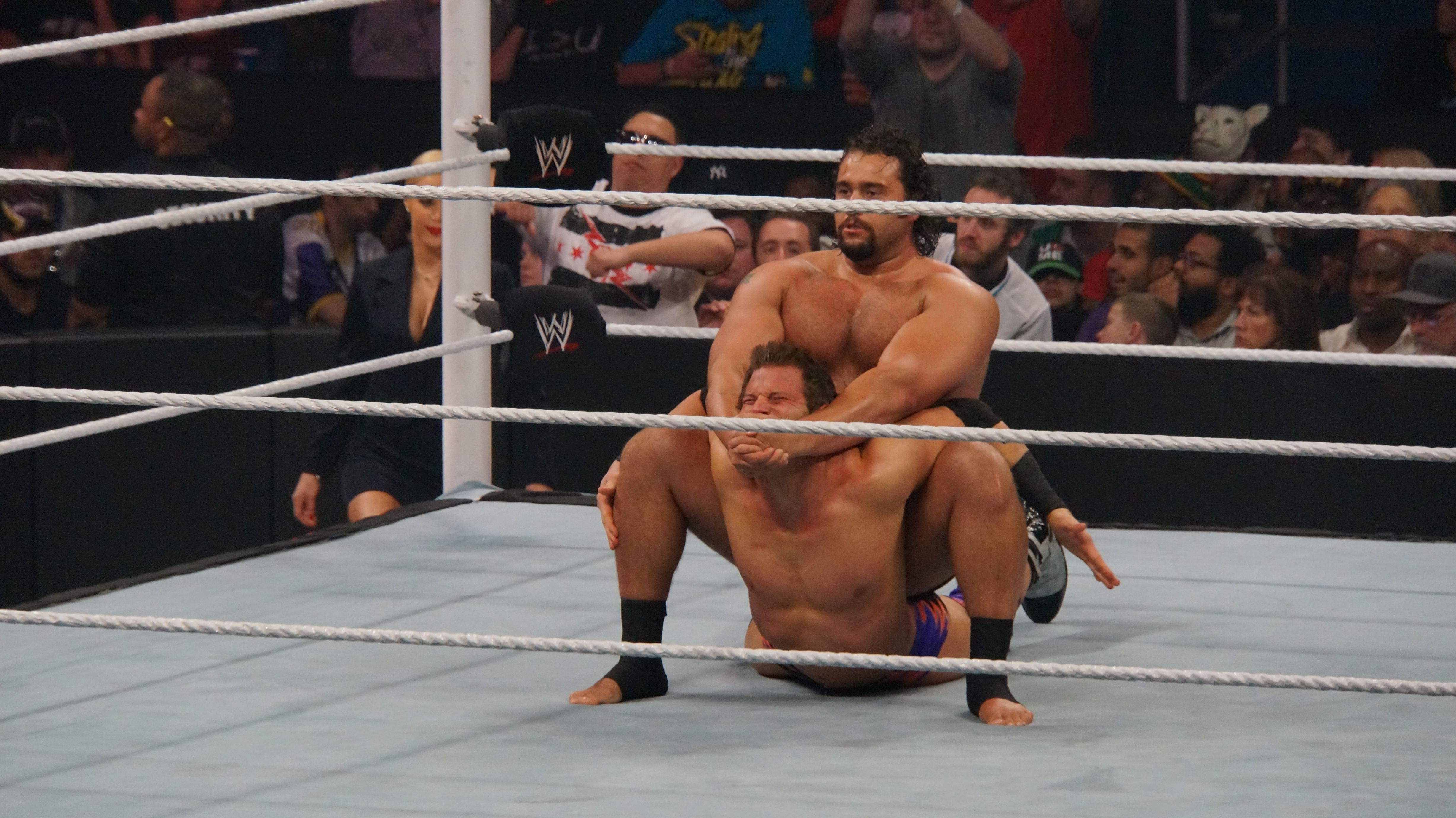
روسيف ينفذ حركة أخضاع الجمل على زاك رايدر، وفي الخلف مديرة أعماله لانا

  - ميلا رودينو من قبل تسفيتان رادوسلاف (2011-2012)
  - راور أوف ذا لاين (زئير الأسد) من قبل CFO$ (2014-إلى الآن)

## وصلات خارجية
- روسيف على موقع دبليو دبليو إي (الإنجليزية)
- روسيف على موقع WrestlingData.com (الإنجليزية)
- روسيف على موقع CageMatch worker (الإنجليزية)
- روسيف على موقع قاعدة بيانات المصارعة على الإنترنت (الإنجليزية)
- روسيف على موقع عالم المصارعة على الإنترنت (الإنجليزية)
- روسيف على موقع عالم المصارعة على الإنترنت (الإنجليزية)

- روسيف في موقع WWE
- روسيف على موقع IMDb (الإنجليزية)
- روسيف على موقع قاعدة بيانات الفيلم (الإنجليزية)
- روسيف على موقع كينوبويسك (الروسية)